# 乌合麒麟
乌合麒麟，中国大陆插画师团队，由主创作付昱、主策划胡睦洋、主执行康宇翔于2020年下半年组成（在此之前“乌合麒麟”系付昱个人笔名），其作品一般表达对西方国家的批判。
乌合麒麟微博认证为“CG画家”，自我介绍为：“超气人政治出柜画手，中国美术教育的失败，爹，宫廷画师，阉人会画画，义和团小将，圈外狂徒，宫廷画手，沸腾博主，蒙面画匠，美国鲁迅，”路透社和澳大利亚广播公司的报道将他标注为政治宣传艺术家。

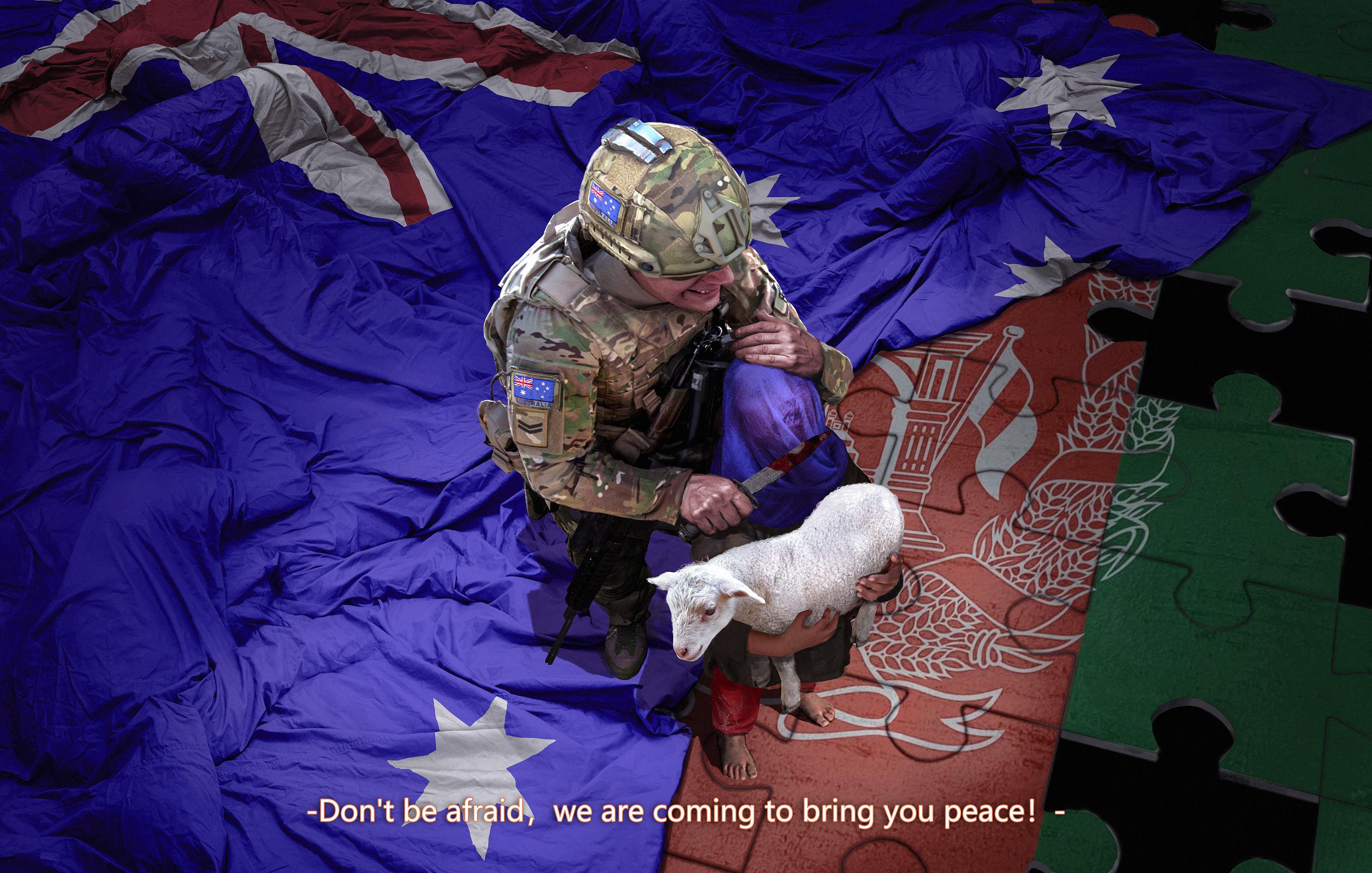
乌合麒麟的CG画作《和平之师》

## 团队成员
乌合麒麟合伙的消息是在2021年12月31日公開的，當時微博帳號「烏合麒麟」發布了一條為央視跨年節目預熱並送出新年祝福的視頻。該視頻中，有兩位男性出鏡，倆人在自我介紹時稱：「我們是烏合麒麟。」。目前公司成員共有以下三人：
- 付昱
- 胡睦洋
- 康宇翔

## 作品及观点
乌合麒麟表示，传递和输出意识形态其实恰恰是艺术作品和艺术家的责任之一，其评论时政的画作包括：针对香港反对逃犯条例修订草案运动的作品，《伪神》和《炮灰》；讽刺中国作家方方的作品《为弄臣加冕》（Crown A Jester）和《民国十大汉奸》；因美国黑人乔治·弗洛伊德遭警察扼喉致死创作的《敬呼吸》，《白宫粉刷匠》；因澳大利亚驻阿富汗部队被控战争罪而创作的《和平之师》；讽刺英美国家防疫政策的《群体免疫》；支持《香港國安法》的《剑来》；因2021新疆棉花争议事件而抨击良好棉花发展协会（Better Cotton Initiative，BCI）的《血腥棉花发展计划》（Blood Cotton Initiative）。

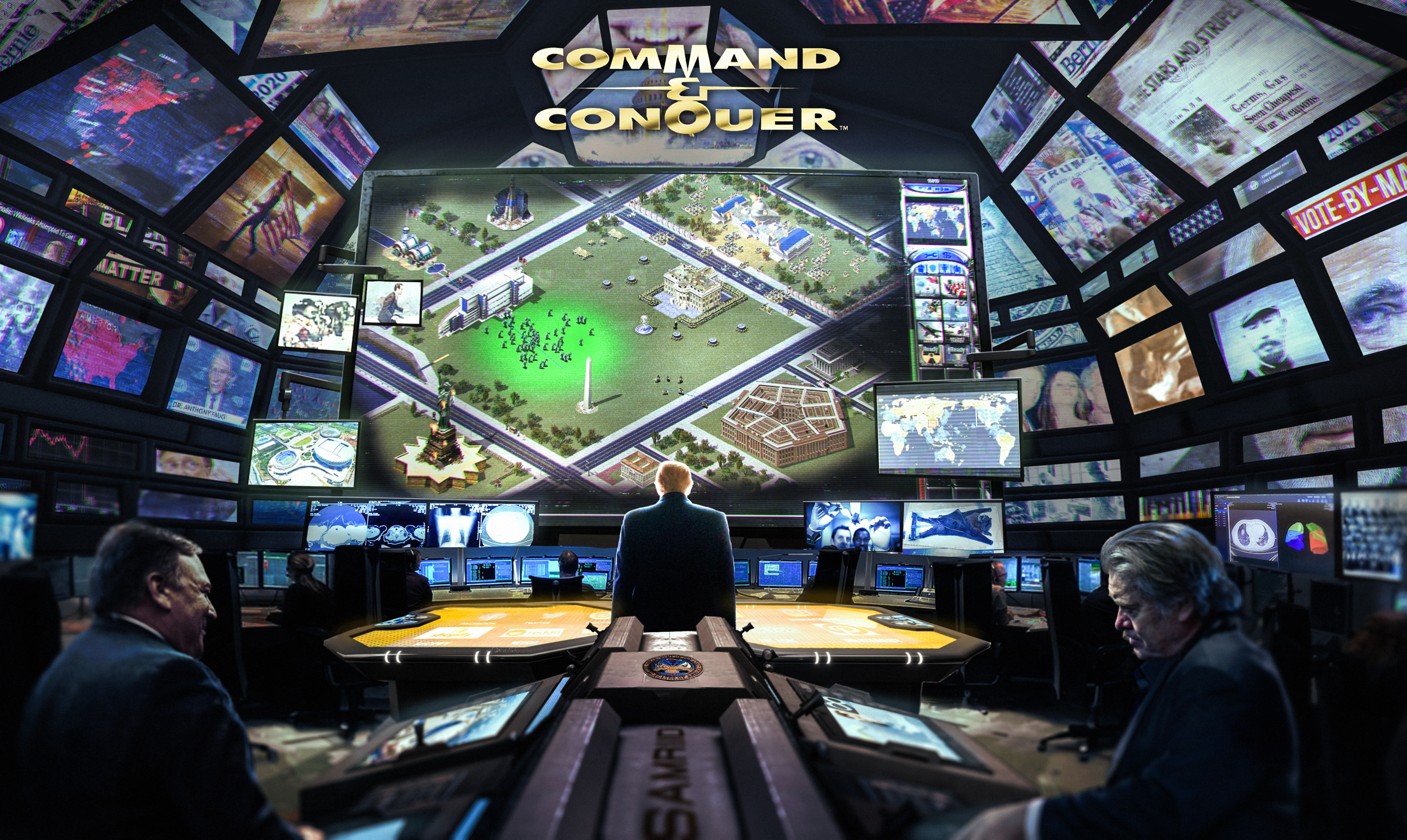
《命令与征服》

2021年1月，在唐纳德·特朗普的美国总统任期结束后，乌合麒麟绘制一幅与阴谋论相关的作品《命令与征服》，结合了命令与征服：红色警戒2的相关元素，并表示：“希望可以给和我一样喜欢阴谋论的朋友们过过瘾。另，这绝不是建国（指特朗普）最后一次出现在我的画面里，最近准备抽空画张建国送别图，过几天更。”　1月10日，乌合麒麟在新浪微博上发布了画作《三权分立》，嘲讽2021年美国国会大厦遭冲击事件，中纪委官网亦引用該漫畫来讽刺该事件。

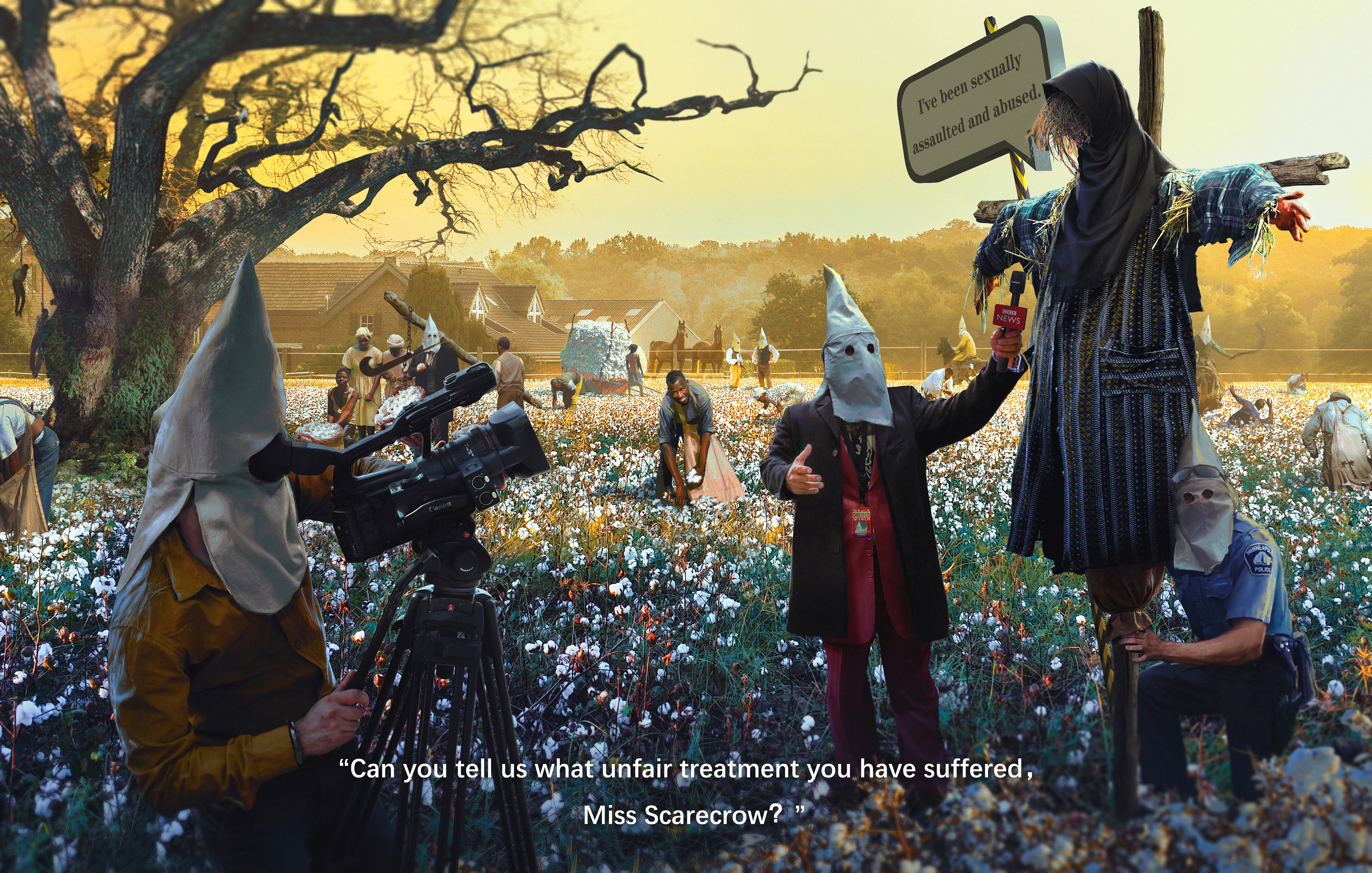
《Blood Cotton Initiative》

2021年新疆棉花争议事件發生後，乌合麒麟于3月27日發佈新作品《Blood Cotton Initiative》，人民日报将其译为“血棉行动”，这幅画恰好与良好棉花发展协会（Better Cotton Initiative）的缩写相同。画中出现了形似耐克（Nike）标志的棉花秤，树上还有“H&M”形状的血迹。
2023年8月24日，在日本向太平洋排放核污水當日，烏合麒麟發布名為《與人類同歸於盡嗎混蛋？》的新作品。畫作中一個變異的巨型魚頭怪跪在海面上，牠身着日本古代盔甲，頭戴日本天皇的「立纓冠」，身上插着兩顆原子彈，腹部插着日本武士刀。除此之外，怪物頸部和手部都戴着鐐銬和手銬，並張口將大量的污物吐入大海。

## 争议
2020年11月29日，澳大利亚总理斯科特·莫里森要求中国道歉，起因是中国外交部发言人赵立坚敦促澳大利亚对战争罪指控进行调查，并在推特中引用了乌合麒麟的讽刺漫画《和平之师》。漫画中，一名澳大利亚士兵用刀抵着一名阿富汗儿童的喉咙，上面还配有文字“不要害怕，我们来给你们带来和平”（Don't be afraid, we are coming to bring you peace）。莫里森宣称，这幅“照片”是伪造的，中国政府应该感到耻辱。随后，赵立坚直接把该图在自己推特页面里置顶。而乌合麒麟则表示：“希望莫里森好好面对现实，处理好本国问题，整顿驻外部队风气，避免以后再出现类似的国际惨剧，而不是把重点放在谴责别国作者基于事实的创作上”。12月1日，乌合麒麟发布《致莫里森》回应斯科特·莫里森。乌合麒麟于2021年1月28日发表微博长文称他因为“今年舆论形势更加凶险”，拜登集团“暗地里的舆论攻势却比之前都要凶猛”，所以“今年不会再画国内题材，专职骂美帝，所以国内新闻也别圈我，我这里直接回答：‘不画’。”并且表示对用社会新闻圈他的人“见一个拉黑一个”。
2021年6月，乌合麒麟转发了数码博主 “菊厂影业Fans”（现已改名“厂长是关同学”）的微博，原博文支持一篇原屬环球网採訪溫曉君的國產14nm即將量產、以及“2个14nm芯片叠加优化可以比肩7nm性能”（已修改說法）的文章，并为此欣喜；随后被网友諷刺兩杯50度的水等於100度，“什么都不懂瞎沸腾”，质疑他未查證就吹捧，評論區演變成立場罵戰。之后乌合麒麟两度道歉，但再撤回道歉，称Intel靠着的3D的工藝技术“把14nm芯片的功效和台积电7nm甚至5nm的功效打得有来有回的”。反对者表示他又穿鑿附會，这种技术應該是三维芯片立體封裝（Chiplets），仍有“发热太高导致芯片降频，性能更低”的問題，指責他靠愛國作護身符轉移焦點，攻擊務實的反對意見，不願面對短板與接受批評。對此，专家学者指出，很多事情都高度複雜例如半導體產業，目前中国相關方面有在起步，但業內共識是短期内实现中高端芯片自主量产仍有难度，所以宣傳上應該開放謹慎和透明的討論了解，建議认清形势、踏实布局。
一些消息指出，烏合麒麟的作品涉嫌抄襲，像例如烏合麒麟為了慶祝孟晚舟回到中國所畫的《歸舟》，就被一些人認為在構圖上是抄襲電影《大鯊魚》的海報的。
2022年5月，有读者指出人民教育出版社数学新版教材系列插画表情怪异，着装不当。对此，乌合麒麟在微博从艺术工作者的角度发言，认为艺术市场走弱，出版社没有充足资金请优质画手，最后只能层层外包，导致插画质量低下。这一言论被部分网友攻击，指责他为境外势力「洗地」。

## 外部鏈接
- 乌合麒麟的新浪微博
- 乌合麒麟的哔哩哔哩空间